# مندلورین (فصل ۱)
فصل اول مجموعهٔ تلویزیونی آمریکایی مندلورین، بخشی از فرنچایز جنگ ستارگان است که وقایع آن پس از فیلم بازگشت جدای (۱۹۸۳) رخ می‌دهد. داستان این فصل دربارهٔ یک جایزه‌بگیر تنها است که برای محافظت از موجودی مرموز به نام «بچه» فرار می‌کند. این فصل توسط لوکاس‌فیلم، فِرویو انترتینمنت و گولم کریشنز تهیه شده و جان فاورو به عنوان شورانر در تولید آن نقش داشته است.
پدرو پاسکال در نقش شخصیت عنوان ایفای نقش می‌کند. کار بر روی یک مجموعه لایو اکشن جدید از دنیای جنگ ستارگان در نوامبر ۲۰۱۷ اعلام شد. فاورو در مارس ۲۰۱۸ به‌عنوان خالق و شورانر پروژه به آن پیوست و پاسکال نیز در اکتبر همان سال، یک ماه پس از آغاز فیلم‌برداری، به عنوان بازیگر اصلی انتخاب شد. فیلم‌برداری در منهتن بیچ استودیوز در کالیفرنیا انجام گرفت. شرکت جلوه‌های ویژهٔ اینداستریال لایت اند مجیک فناوری جدیدی به نام استیج‌کرفت را برای این مجموعه توسعه داد که از دکورهای مجازی و دیوار ویدئویی ۳۶۰ درجه برای ساخت محیط‌های این مجموعه بهره می‌برد. در کنار استفاده از این فناوری نوین، از جلوه‌های میدانی و واقعی نیز به‌طور گسترده استفاده شد.
این فصل که شامل هشت قسمت است، در ۱۲ نوامبر ۲۰۱۹ از سرویس استریم دیزنی پلاس پخش شد و پخش آن تا ۲۷ دسامبر ادامه داشت. فصل نخست با نقدهای مثبت منتقدان روبه‌رو شد و جلوه‌های بصری، سکانس‌های اکشن، شخصیت‌ها، بازی‌ها (به ویژه بازی پاسکال)، رابطهٔ میان شخصیت اصلی و «بچه»، فیلم‌برداری و موسیقی متن ساختهٔ لودویگ گورانسون مورد تحسین قرار گرفت. این فصل نامزد جایزهٔ بهترین سریال درام در هفتاد و دومین جوایز امی ساعات پربیننده شد و هفت جایزه از بخش جوایز امی هنرهای خلاق را از آن خود کرد. ساخت فصل دوم در ژوئیهٔ ۲۰۱۹ تأیید شد.